# اپریشکه
اپریشکه (به مجاری: Eperjeske) یک منطقهٔ مسکونی در مجارستان است که در ناحیه زاهونی واقع شده‌است. اپریشکه ۱۳٫۵۷ کیلومتر مربع مساحت و ۱٬۲۶۰ نفر جمعیت دارد.